# Blakeův ostrov
Blakeův ostrov se nachází v americkém státě Washington. Leží uprostřed Pugetova zálivu, severně od Vashonova ostrova, jižně od Bainbridgeova ostrova a východně od města Manchester.
Nachází se na něm 1,9 km² rozlehlý námořní státní tábořící park, do kterého patří na osm kilometrů pláží, které nabízejí nerušené výhledy na Olympijské pohoří a panorama Seattlu. Je tam také malé přístaviště s omezeným počtem kotvišť. Na ostrov se dá dostat pouze výletní nebo soukromou lodí. Na severovýchodním konci ostrova se nachází Tillicum Village, kde jsou zachyceny kultura, umění a kuchyně indiánských kmenů Severozápadu USA. Ostrov je také domovem rozlišných druhů divoké zvěři, ke které patří i jeleni, kteří sem občas připlavou z nedalekého Manchesteru.

## Historie
Blakeův ostrov byl používán indiánským kmenem Suquamišů jako tábořiště. V roce 1786 se stal rodištěm pozdějšího náčelníka Seattla, po kterém bylo pojmenováno město Seattle. První zmínku o ostrově vytvořil během své expedice roku 1792 George Vancouver, který ho tehdy ještě nepojmenoval.
V roce 1841 ho pojmenoval při své expedici Charles Wilkes, který mu dal jméno po Georgi Smithovi Blakeovi, který byl hlavním úředníkem pro pobřežní průzkum USA mezi lety 1837 a 1848. Nějakou dobu byl znám místně jako Smuggler's Island (smuggler = pašerák). V polovině devatenáctého století se zde těžilo dřevo.
V době prohibice užívali ostrov pašeráci lihovin k pašování alkoholu z Kanady.
William Pitt Trimble, zámožný občan Seattlu koupil ostrov a na nějakou dobu ho přejmenoval na Trimblův ostrov. V roce 1917 zde žil se svou rodinou v obrovské nemovitosti.
Trimblova rodina pozvala v roce 1920 na ostrov dívčí skautskou organizaci Camp Fire USA, konkrétně jejich stoupence ze Seattlu a celého státu Washington, aby na ostrově uspořádali první letní tábor. Dívky pojmenovaly tábor Camp Sealth na poctu náčelníka Seattla, jehož pravé jméno znělo právě tak. Platily za dovoz dřeva, které jim ale jednou při přílivu odplulo. Dívky se snažily zachránit dřevo, ale zatím vypukl na ostrově požár. Trimblova rodina měla nakonec jiné plány a další rok už organizaci na ostrov nepoznala. Tábořiště tedy bylo přesunuto na Vashonův ostrov, kde zůstává dodnes.
V roce 1929 opustila Trimblova rodina ostrov poté, co Williamova žena Cassandra zemřela při nehodě v Seattlu. Potom byl ostrov opuštěn a jejich dům začal chátrat. Trimble prodal ostrov v roce 1936 jedné seattleské investiční společnosti a dožil život v Seattlu.
Během druhé světové války se v Trimblově domě ubytovala pobřežní dělostřelecká jednotka americké armády. Dům při válce shořel a zbyly po něm pouze základy.
V roce 1959 zřídil stát Washington na celém ostrově státní park.
V roce 1993 zde prezident Bill Clinton uspořádal první meeting lídrů APECu.